# میشن ویهو (کالیفرنیا)
میشن ویهو (به انگلیسی: Mission Viejo) شهری در شهرستان اورنج، کالیفرنیا ایالت کالیفرنیا است که در سرشماری سال ۲۰۱۰ میلادی، ۹۳۳۰۵ نفر جمعیت داشته است. 